# Лунёв, Николай Иванович
Николай Иванович Лунёв (кит. упр. 卢尼奥夫·尼古拉·伊万诺维奇, пиньинь Lúníàofú Nígǔlā Yīwànnuòwéiqí; род. 1965, Кульджа, КНР) — китайский политический и государственный деятель русского происхождения, депутат Народного политического консультативного совета Китая.

## Биография
Дед Николая с семьёй бежали в Китай из СССР в 1932 году от голода 1930-х годов (по другим данным — спасаясь от коллективизации) и обосновались в Кульдже. Позже многочисленная русская кульджинская диаспора стала распадаться; в начале 1960-х годов многие приняли решение уехать в Австралию. Родители Николая и ещё несколько семей решили остаться.
Николай и его жена Лидия учились вместе в русской школе в Кульдже. Спустя много лет Николай стал директором этой школы. У Николая и Лидии трое детей.
Николай стал депутатом Народного политического консультативного совета Китая. Согласно существующему порядку выборов, на заседаниях парламента он представляет всю русскую общину КНР. Является инициатором ряда мероприятий по улучшению условий жизни русской диаспоры, сторонник идеи развития особой экономической зоны в Или-Казахском автономном округе Синьцзян-Уйгурского автономного района.
Постоянный участник конференций соотечественников в Китае, организуемых Генеральным консульством Российской Федерации (генконсульством России) в Шанхае и Координационным советом соотечественников под председательством Михаила Дроздова, а также конференций соотечественников стран Азиатско-Тихоокеанского региона в Посольстве России в Китае.